# سورتمه

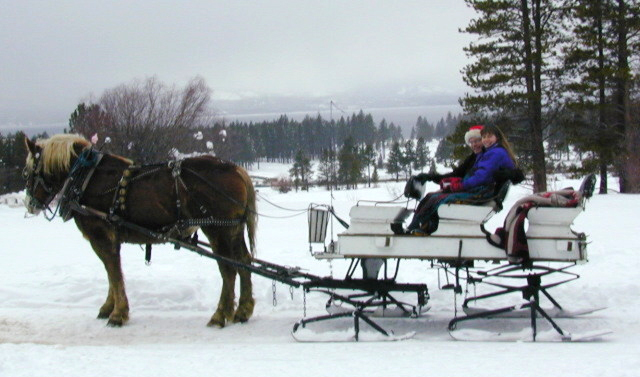
نوعی سورتمه که توسط اسب کشیده می‌شود.

سورتمه، نوعی وسیله نقلیه بدون چرخ است که بیشتر در مناطق سردسیر، به‌وسیله سگ، اسب یا گوزن شمالی بر روی برف کشیده می‌شود. این وسیله از دوران باستان به کار می‌رفته و در سطوح پوشیده از برف و یخ، که حرکت وسیله چرخ‌دار به کندی صورت می‌گرفته‌است سورتمه با داشتن تیغه (از جنس چوب، استخوان و بعدها فلز) به جای چرخ، از اصطکاک کمتری برخوردار و بدینسان کشیدن آن آسان‌تر بوده‌است. از این وسیله هنوز هم برای نقل و انتقال در نواحی لاپ‌لند، یوکان (شمال غرب کانادا)، آلاسکا و توندرای آسیا استفاده می‌شود و در مکان‌های دیگر بیشتر برای تفریح و سرگرمی به کار می‌رود.